# Jameson-mamba
A Jameson-mamba (Dendroaspis jamesoni) a hüllők (Reptilia) osztályába, a pikkelyes hüllők (Squamata)) rendjébe, a kígyók (Serpentes) alrendjébe és a mérgessiklófélék (Elapidae) családjába tartozó faj. 

## Elnevezése
A faj Robert Jameson skót természettudós után kapta nevét.

## Alfajai
Két alfaja van; D. j. jamesoni, illetve a Kelet-Afrikában előforduló D. j. kaimosae.

## Előfordulása
Afrikai elterjedésű faj, Nyugat-Afrika, Közép-Afrika és Kelet-Afrika számos országában előfordul. Élőhelyei között erdők, esőerdők, fás szavannák szerepelnek.

## Megjelenése
Hosszú, vékony testű kígyó, sima felszínű pikkelyekkel. A felnőtt példányok testhossza rendszerint 1,5-2,2 méter közé esik, de akár 2,64 méteresre is megnőhetnek. Színezetük fakó zöld, feketével szegett pikkelyekkel. Nyakuk és hasuk sárgás színű. A D. j. kaimosae alfaj farka fekete, míg a D. j. jamesoni-é zöld.

## Életmódja
A Jameson-mamba nappal aktív állat. Falakó életmódú, szinte egész életét a fákon tölti. Táplálékát más falakó állatok alkotják, mint kisebb emlősök, madarak, hüllők. 
Természetes ragadozói közé több ragadozómadár is tartozik, úgymint a vitézsas, bukázósas vagy a kongói kígyászhéja. Esetenként mongúzok, méhészborzok, illetve más kígyók is elejthetik. 
Szaporodási időszakban a hímek aktívan harcolnak a nőstényekért. Tojással szaporodnak, melyeket termeszvárakba raknak le.

## Mérge
Mérge neurotoxinokat és szívre ható kardiotoxinokat tartalmaz.  Marása tünetei közé tartozik a fájdalom, duzzadás, hányás, bénulás. A méreg blokkolja az agyból az idegrendszeren keresztül az izmokba irányuló jelátvitelt, így bénulást okoz. Az áldozat a légzőizmok bénulása miatt, fulladástól hal meg. A D. j. kaimosae alfaj mérge mintegy kétszer erősebb a másik alfajénál, ennek oka ismeretlen. 
Rejtőzködő életmódja miatt embereket ritkán ér marás. Marása ellen a Dél-Afrikai Orvosi Kutatóintézet ellenszérumot gyárt. 